# 奧康納斯岩
62°5′S 58°24′W / 62.083°S 58.400°W
奧康納斯岩（O'Connors Rock），是南極洲的岩石，位於南設得蘭群島的喬治王島，處於斯滕豪斯海崖西南面0.2公里的阿德默勒爾蒂灣北部，由讓-巴蒂斯特·夏古率領的法國探險隊繪入地圖，現時由南極條約體系管理。